# Cheneliou
Le Cheneliou (en russe : Шенелю, en altaï méridional : чейнелӱ, Tcheïneliou) est une montagne du raïon de Koch-Agatch, dans la république russe de l'Altaï, ainsi que dans le système montagneux éponyme de Sibérie, avec 3 888 mètres d'altitude. Il se situe dans les monts Katoun, le plus haut massif de l'ensemble du système montagneux.

## Toponymie
Le nom du Cheneliou vient du nom en altaï, чейнелӱ, ce qui signifie qu'il abrite Paeonia anomala (en), cette plante étant commune dans la région de l'Altaï.

## Géographie
Le Cheneliou se situe dans le raïon de Koch-Agatch, dans le sud de la république de l'Altaï, en Russie, dans la partie la plus méridionale de la Sibérie. Le village le plus proche est celui d'Arkyt, à 9 kilomètres au nord-nord-est du sommet. Une piste permet de relier ce village, qui fonctionne plus comme un camp d'expédition, à celui de Belyachi (aussi appelé Djazator), qui est à une trentaine de kilomètres au sud-est-est du sommet.
Le sommet se situe dans l'Altaï, système montagneux d'Asie centrale, au sein des monts Katoun, le massif le plus haut qui possède donc son point culminant, le Béloukha, à 4 506 m d'altitude.
Le Cheneliou culmine à 3 888 m, plus bas que le Béloukha mais restant néanmoins un haut sommet, qui domine son environnement. Son altitude le rend visible depuis le village de Djazator. Il est recouvert de glaciers. Les rivières qui prennent leur source sur son versant sud se jettent dans la Koksou (ru), un affluent de l'Argout, tandis que celles du versant nord se jettent directement dans l'Argout. L'Argout est un affluent de rive droite de la Katoun, une des deux rivières qui donne naissance à l'Ob à Biïsk. Parmi les rivières prenant leur source sur ses pentes se trouvent la Direntaï (ru) et l'Akboulak (ru), les deux étant sur son versant sud.

## Histoire
La première ascension connue remonte à seulement à 2008, quand une équipe de quatre personnes l'ont escaladé. Ils sont arrivés jusqu'à sa base avec un 4×4 UAZ, puis ont commencé à monter, installé un camp de base, et l'ont gravi jusqu'à son sommet. 

## Ascension
Si la première ascension du sommet est si tardive, c'est en raison de son inaccessibilité, perdu dans l'Altaï. Il n'est cependant pas si difficile, sa difficulté étant 2A/2B dans la cotation russe, soit PD / PD+ dans la cotation internationale. En 2023, une seule compagnie propose son ascension.